# 재건주의 (교육사상)
재건주의 교육사상(再建主義 敎育思想)은 교육이 사회개혁의 역군이 되고 선봉이 되어야 한다는 사상으로, 1950년대 이후 미국의 브라멜드가 진보주의·본질주의·항존주의 사상을 종합·비판, 주장한 사상이다. 대표적 이론가로 브라멜드(T. Brameld)·라우프(R. B. Raup) 및 벤(K. D. Benne) 등이 있다.
브라멜드는 현대 문명이 위기에 봉착하고 있는 이때, 현재에만 집착하는 진보주의나 과거만을 동경하는 본질주의나 항존주의와 같은 교육사상으로서는 현대문명의 위기를 극복할 수 없다고 생각하고, 내일을 위한 보다 과감하고 선구적인 교육이 요청된다고 주장했다.  재건주의의 궁극적 교육목적은 사회적 자아실현에 두고 있다. 브라멜드는 현대문명이 소수의 독점자본에 지배당하고 있는 한 그 파멸은 필연적인 사실이라고 주장했고, 이러한 위기를 벗어나려면 교육을 통해 민중의 지배를 확립하여 사회정의가 실현될 수 있는 경제적 균등이나 민주사회의 재건이 가능하도록 되어야 한다고 보았다. 또한 그는 대학준비교육이나 직업훈련보다는 사회적 자아의 실현을 위한 일반교육을 중시하고, 그 내용에 있어서도 고전보다는 지역사회활동·집단작업·기술연마 등 어떤 경험이 그 목적달성에 기여하느냐에 따라 가치를 평가하려 한다.
학습방법으로는
① 자기의 직접경험이나 역사 과학 등 타인의 간접경험을 통한 학습,
② 지역사회 및 교실에서의 자유롭고 정확한 의사소통을 통한 학습,
③ 소수의 의견을 용납하는 공개적 참여와 다수 합의를 통한 학습,
④ 집단적 활동을 통한 학습 등을 중시한다.
교육제도로는 국민의 공교육(公敎育)을 위해 중등교육을 핵심으로 한 방법을 생각하고 있다.
그리고 학교를 ① 유아학교 4년(2-5세), ② 하급 초등학교 6년(6-11세), ③ 상급초등학교 5년(12-16세), ④ 중등학교 4년(17-20세) 등으로 구분하고, 대학교육 외에도 성인교육을 제도면에 반영시키고 있다.

## 사상가
- 시어도어 브라멜드

## 같이 보기
- 교육사상